# Palacio de Camposagrado (Siero)
El palacio de Camposagrado o del Marqués de Campo Sagrado o de los Villa Hevia es una residencia nobiliaria del siglo XVI sita en el lugar de El Palacio, perteneciente a la aldea de El Campo y parroquia de Santa Marina de Cuclillos, del concejo asturiano de Siero.

## Desambiguación
No se debe confundir esta casa palaciega con una torre medieval que existió en esta misma parroquia de Santa Marina y que a comienzos de la Edad Moderna pertenecía al linaje de Huergo. Para mayor confusión, en el siglo XVII la torre y mayorazgo de los Huergo recayó por matrimonio en los Bernaldo de Quirós, marqueses de Campo Sagrado, aunque estos Quirós eran de una línea distinta que los que poseyeron —también por un entronque del XVII— el palacio de Villa Hevia. Curiosamente, desde 1850 y a resultas de un pleito, dicho título nobiliario pasó de una línea de los Bernaldo de Quirós a la otra, de modo que —sin haber coincidido en las mismas manos— tanto la torre como el palacio pertenecieron a los Camposagrado.
Tampoco se debe confundir este palacio sierense, del linaje de los Villa Hevia, con otro palacio sito en el lugar de Villa y parroquia de Riaño, concejo de Langreo, y que constituía precisamente el solar de la línea menor de los Quirós en la que recayó esta casa palaciega. De manera que ambos «palacios de Villa» permanecieron durante dos siglos en manos de los mismos dueños.

## Descripción
Edificado en el siglo XVI sobre una casa más antigua, es de planta rectangular y alargada, con tejado a dos aguas. Su fábrica es de mampostería enlucida, con portada de sillería. La fachada, orientada al sur, respondía a la tipología tradicional, con un cuerpo central de dos alturas flanqueado por dos torres de un piso más. Pero en el siglo XIX perdió la torre este, y en su lugar la fachada se retranqueó hasta la línea del cuerpo central. El muro avanzado se aprovechó —prolongándolo— para sostener un corredor volado de estilo popular, que se cubrió con una extensión del alero. Tiene capilla aneja, posterior al siglo XVI, y que se adosa por el oeste a la única torre que susbsiste.
Lo más destacable del edificio es la portada de estilo gótico tardío y que —conforme a la mentalidad renacentista— ennoblece los paramentos exteriores de las dependencias más importantes. Se desarrolla a partir de la puerta principal, que es un arco de medio punto con grandes dovelas regulares. E incorpora, en una composición asimétrica, dos balcones del piso superior, sin vuelo y con barandilla de madera. El dintel de cada uno de ellos forma un doble arco escarzano, geminado pero sin parteluz. Y sobre estos dinteles se alinean cinco labras heráldicas, enmarcadas a su vez por el alfiz que unifica toda la portada.
De los cinco escudos, el del centro es de mayor tamaño y trae las armas de Hevia. Le acompañan los de Quirós, Valdés, Villa y Lavandera.
En su estudio sobre la arquitectura de la zona central de Asturias, el historiador Soto Boullosa caracteriza la evolución de las «construcciones palaciegas y nobiliarias» en el tránsito del Gótico al Renacimiento por el «abandono del carácter defensivo y una mayor atención a los aspectos de funcionalidad y comodidad». Y como «ejemplo significativo de esta nueva visión edilicia de la arquitectura» señala «el antiguo Palacio de los Camposagrado de Santa Marina de Cuquiellos», en el que a la vez perviven «elementos fomales propios del último periodo gótico». Por todo ello, este  edificio representa «un esquema de vivienda nobiliaria que tendrá gran importancia en los siglos posteriores».

## Historia genealógica
Como indica el escudo central, este solar debió de ser erigido por los Hevia, linaje oriundo de la vecina parroquia de San Félix de Hevia. A finales del siglo XVI pertenecía a los Villa Hevia, establecidos en Oviedo como escribanos y regidores perpetuos de esta ciudad. En el siglo siguiente recayó en los Miranda Flórez de la casa de San Feliz (Lena) a raíz de que Catalina de la Villa Hevia (natural de Oviedo e hija de Ignacio de la Villa Hevia, regidor de la ciudad) casara con Francisco de Miranda Flórez (†1685), hijo de Melchor de Miranda Flórez, señor de dicha casa, y de Mariana de Faes (†1674). Tuvieron por hijo a José Antonio de Miranda Flórez, señor de las casas de Villa Hevia y San Feliz, regidor perpetuo y Juez noble del concejo de Lena, que testó en Oviedo en 1741 y casó tres veces: con Teresa Bernardo de Miranda, con Josefa de Caso Maldonado, y en 1713 con Leonor de Vigil Hevia. De la tercera tuvo por hija y sucesora a Ángela de Miranda y Vigil, que aportó dichos mayorazgos a los Quirós por su matrimonio (celebrado en San Isidoro de Oviedo el 30 de enero de 1720) con Andrés Bernaldo de Quirós y Valdés, natural y señor de la casa de Villa, regidor de Oviedo y del concejo de Langreo, que fue bautizado en San Martín de Riaño el 6 de diciembre de 1695.
Los tres mayorazgos siguieron en esta línea menor de los Quirós, en la cual recayó más tarde el título de marqués de Campo Sagrado, que hasta entonces se había sucedido en otra línea del mismo linaje. Así, en 1850 sucedió como VII marqués de Campo Sagrado José María Bernaldo de Quirós y Llanes, señor de los palacios de Villa, San Feliz y de la Villa Hevia, biznieto y sucesor de los citados Andrés y Ángela, y que heredó también el Palacio de Camposagrado de Mieres. Para más detalle de esta línea véase la voz Marquesado de Campo Sagrado.